# Atletismo nos Jogos Olímpicos de Verão de 1964
Nos Jogos Olímpicos de Verão de 1964 em Tóquio, 36 eventos do atletismo foram realizados, sendo 24 masculinos e 12 femininos.
Tal como quatro anos antes, a República Federal da Alemanha e a República Democrática da Alemanha participam conjuntamente, formando a Equipa Alemã Unida.
Na maratona, a vitória do etíope Abebe Bikila repetiu o êxito de quatro anos antes, e tornou-se o primeiro homem a vencer duas maratonas olímpicas. No arremesso de disco, o norte-americano Al Oerter conservou o título, tal como em 1956 e 1960, e vencê-lo-á ainda em 1968.

## Medalhistas
Masculino
| Evento                         | Ouro                                                                       | Prata                                                                         | Bronze                                                                            |
| ------------------------------ | -------------------------------------------------------------------------- | ----------------------------------------------------------------------------- | --------------------------------------------------------------------------------- |
| 100 metros detalhes            | Bob Hayes USA Estados Unidos                                               | Enrique Figuerola CUB Cuba                                                    | Harry Jerome CAN Canadá                                                           |
| 200 metros detalhes            | Henry Carr USA Estados Unidos                                              | Paul Drayton USA Estados Unidos                                               | Edwin Roberts TRI Trinidad e Tobago                                               |
| 400 metros detalhes            | Michael Larrabee USA Estados Unidos                                        | Wendell Mottley TRI Trinidad e Tobago                                         | Andrzej Badeński POL Polônia                                                      |
| 800 metros detalhes            | Peter Snell NZL Nova Zelândia                                              | Bill Crothers CAN Canadá                                                      | Wilson Kiprugut KEN Quênia                                                        |
| 1500 metros detalhes           | Peter Snell NZL Nova Zelândia                                              | Josef Odložil TCH Checoslováquia                                              | John Davies NZL Nova Zelândia                                                     |
| 5000 metros detalhes           | Bob Schul USA Estados Unidos                                               | Harald Norpoth EUA Equipe Alemã Unida                                         | William Dellinger USA Estados Unidos                                              |
| 10000 metros detalhes          | Billy Mills USA Estados Unidos                                             | Mohammed Gammoudi TUN Tunísia                                                 | Ron Clarke AUS Austrália                                                          |
| 110 m com barreiras detalhes   | Hayes Jones USA Estados Unidos                                             | Blaine Lindgren USA Estados Unidos                                            | Anatoly Mikhailov URS União Soviética                                             |
| 400 m com barreiras detalhes   | Rex Cawley USA Estados Unidos                                              | John Cooper GBR Grã-Bretanha                                                  | Salvatore Morale ITA Itália                                                       |
| 3000 m com obstáculos detalhes | Gaston Roelants BEL Bélgica                                                | Maurice Herriott GBR Grã-Bretanha                                             | Ivan Beliaev URS União Soviética                                                  |
| Revezamento 4x100 m detalhes   | Paul Drayton Gerald Ashworth Richard Stebbins Bob Hayes USA Estados Unidos | Andrzej Zieliński Wiesław Maniak Marian Foik Marian Dudziak POL Polônia       | Paul Genevay Bernard Laidebeur Claude Piquemal Jocelyn Delecour FRA França        |
| Revezamento 4x400 m detalhes   | Ollan Cassell Michael Larrabee Ulis Williams Henry Carr USA Estados Unidos | Timothy Graham Adrian Metcalfe John Cooper Robbie Brightwell GBR Grã-Bretanha | Edwin Skinner Kenneth Bernard Edwin Roberts Wendell Mottley TRI Trinidad e Tobago |
| Maratona detalhes              | Abebe Bikila ETH Etiópia                                                   | Basil Heatley GBR Grã-Bretanha                                                | Kokichi Tsuburaya JPN Japão                                                       |
| Marcha atlética 20 km detalhes | Kenneth Matthews GBR Grã-Bretanha                                          | Dieter Lindner EUA Equipe Alemã Unida                                         | Volodymyr Holubnychy URS União Soviética                                          |
| Marcha atlética 50 km detalhes | Abdon Pamich ITA Itália                                                    | Paul Nihill GBR Grã-Bretanha                                                  | Ingvar Pettersson SWE Suécia                                                      |
| Salto em altura detalhes       | Valeriy Brumel URS União Soviética                                         | John Thomas USA Estados Unidos                                                | John Rambo USA Estados Unidos                                                     |
| Salto com vara detalhes        | Fred Hansen USA Estados Unidos                                             | Wolfgang Reinhardt EUA Equipe Alemã Unida                                     | Klaus Lehnertz EUA Equipe Alemã Unida                                             |
| Salto em distância detalhes    | Lynn Davies GBR Grã-Bretanha                                               | Ralph Boston USA Estados Unidos                                               | Igor Ter-Ovanesyan URS União Soviética                                            |
| Salto triplo detalhes          | Józef Szmidt POL Polônia                                                   | Oleg Fedoseev URS União Soviética                                             | Viktor Kravchenko URS União Soviética                                             |
| Arremesso de peso detalhes     | Dallas Long USA Estados Unidos                                             | Randy Matson USA Estados Unidos                                               | Vilmos Varjú HUN Hungria                                                          |
| Lançamento de dardo detalhes   | Pauli Nevala FIN Finlândia                                                 | Gergely Kulcsár HUN Hungria                                                   | Jānis Lūsis URS União Soviética                                                   |
| Lançamento de disco detalhes   | Al Oerter USA Estados Unidos                                               | Ludvík Daněk TCH Checoslováquia                                               | Dave Weill USA Estados Unidos                                                     |
| Lançamento de martelo detalhes | Romuald Klim URS União Soviética                                           | Gyula Zsivótzky HUN Hungria                                                   | Uwe Beyer EUA Equipe Alemã Unida                                                  |
| Decatlo detalhes               | Willi Holdorf EUA Equipe Alemã Unida                                       | Rein Aun URS União Soviética                                                  | Hans-Joachim Walde EUA Equipe Alemã Unida                                         |

Feminino
| Evento                       | Ouro                                                                        | Prata                                                                   | Bronze                                                              |
| ---------------------------- | --------------------------------------------------------------------------- | ----------------------------------------------------------------------- | ------------------------------------------------------------------- |
| 100 metros detalhes          | Wyomia Tyus USA Estados Unidos                                              | Edith McGuire USA Estados Unidos                                        | Ewa Kłobukowska POL Polônia                                         |
| 200 metros detalhes          | Edith McGuire USA Estados Unidos                                            | Irena Kirszenstein POL Polônia                                          | Marilyn Black AUS Austrália                                         |
| 400 metros detalhes          | Betty Cuthbert AUS Austrália                                                | Ann Packer GBR Grã-Bretanha                                             | Judy Amoore AUS Austrália                                           |
| 800 metros detalhes          | Ann Packer GBR Grã-Bretanha                                                 | Maryvonne Dupureur FRA França                                           | Marise Chamberlain NZL Nova Zelândia                                |
| 80 m com barreiras detalhes  | Karin Balzer EUA Equipe Alemã Unida                                         | Teresa Ciepły POL Polônia                                               | Pam Kilborn AUS Austrália                                           |
| Revezamento 4x100 m detalhes | Teresa Ciepły Irena Kirszenstein Halina Górecka Ewa Kłobukowska POL Polônia | Willye White Wyomia Tyus Marilyn White Edith McGuire USA Estados Unidos | Janet Simpson Mary Rand Daphne Arden Dorothy Hyman GBR Grã-Bretanha |
| Salto em altura detalhes     | Iolanda Balaş ROU Romênia                                                   | Michele Brown AUS Austrália                                             | Taisia Chenchik URS União Soviética                                 |
| Salto em distância detalhes  | Mary Rand GBR Grã-Bretanha                                                  | Irena Kirszenstein POL Polônia                                          | Tatyana Shchelkanova URS União Soviética                            |
| Arremesso de peso detalhes   | Tamara Press URS União Soviética                                            | Renate Culmberger EUA Equipe Alemã Unida                                | Galina Zybina URS União Soviética                                   |
| Lançamento de dardo detalhes | Mihaela Peneş ROU Romênia                                                   | Márta Rudas HUN Hungria                                                 | Elena Gorchakova URS União Soviética                                |
| Lançamento de disco detalhes | Tamara Press URS União Soviética                                            | Ingrid Lotz EUA Equipe Alemã Unida                                      | Lia Manoliu ROU Romênia                                             |
| Pentatlo detalhes            | Irina Press URS União Soviética                                             | Mary Rand GBR Grã-Bretanha                                              | Galina Bystrova URS União Soviética                                 |

## Quadro de medalhas

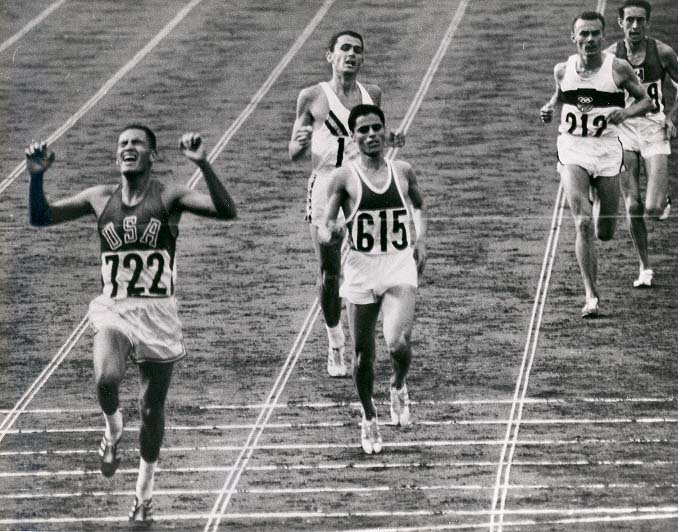
Final dos 10.000 metros masculino, com o estadunidense Billy Mills cruzando em primeiro lugar.

| Ordem | País                   | Medalha de ouro | Medalha de prata | Medalha de bronze |     |
| ----- | ---------------------- | --------------- | ---------------- | ----------------- | --- |
| 1     | USA Estados Unidos     | 14              | 7                | 3                 | 24  |
| 2     | URS União Soviética    | 5               | 2                | 11                | 18  |
| 3     | GBR Grã-Bretanha       | 4               | 7                | 1                 | 12  |
| 4     | EUA Equipe Alemã Unida | 2               | 5                | 3                 | 10  |
| 5     | POL Polônia            | 2               | 4                | 2                 | 8   |
| 6     | NZL Nova Zelândia      | 2               |                  | 2                 | 4   |
| 7     | ROU Romênia            | 2               |                  | 1                 | 3   |
| 8     | AUS Austrália          | 1               | 1                | 4                 | 6   |
| 9     | ITA Itália             | 1               |                  | 1                 | 2   |
| 10    | BEL Bélgica            | 1               |                  |                   | 1   |
| 10    | ETH Etiópia            | 1               |                  |                   | 1   |
| 10    | FIN Finlândia          | 1               |                  |                   | 1   |
| 13    | HUN Hungria            |                 | 3                | 1                 | 4   |
| 14    | TCH Checoslováquia     |                 | 2                |                   | 2   |
| 15    | TRI Trinidad e Tobago  |                 | 1                | 2                 | 3   |
| 16    | CAN Canadá             |                 | 1                | 1                 | 2   |
| 16    | FRA França             |                 | 1                | 1                 | 2   |
| 18    | CUB Cuba               |                 | 1                |                   | 1   |
| 18    | TUN Tunísia            |                 | 1                |                   | 1   |
| 20    | JPN Japão              |                 |                  | 1                 | 1   |
| 20    | KEN Quênia             |                 |                  | 1                 | 1   |
| 20    | SWE Suécia             |                 |                  | 1                 | 1   |
| TOTAL | TOTAL                  | 36              | 36               | 36                | 108 |